# Szczepan Kończal
Szczepan Kończal (Katowice, 27 maggio 1985) è un pianista polacco.
Dopo essersi diplomato a Katowice, ricevendo la medaglia Primus inter pares, nella sua carriera si è esibito in gran parte del mondo. Ha partecipato a varie competizioni tra cui al Vianna da Motta International Music Competition, arrivando quinto, al Concorso pianistico internazionale Frédéric Chopin ed altre competizioni in Giappone, Georgia, Turchia, Romania, Italia, Spagna, Pretoria ed altri paesi. Ha inoltre suonato in alcune orchestre, tra le altre nella Silesian Philharmonic, Estonian National Symphony Orchestra, Presidential Symphony Orchestra e  Banatul Philharmonic of Timişoara. Kończal ha ricevuto sei borse di studio dal Ministero della Cultura e del patrimonio nazionale in Polonia.